# مارک بگیچ
مارک بگیچ (به انگلیسی: Mark Begich) (زادهٔ ۳۰ مارس ۱۹۶۲) سناتور ایالت آلاسکا در سنای ایالات متحده آمریکا است که برای نخستین‌بار در ۳ ژانویه ۲۰۰۹ به‌عضویت این مجلس درآمد. وی در زمرهٔ سناتورهای گروه دوم است که به‌مدت ۴ سال در سنا حضور دارند و تا تاریخ ۳ ژانویه ۲۰۱۵ در این مجلس خواهد بود. m بگیچ با شکست در انتخابات سنای سال ۲۰۱۴ در برابر دن سالیون از انتخاب برای دومین دوره بازماند.